# Piotr Jabłkowski
Piotr Jabłkowski, född den 10 mars 1958 i Opole, Polen, är en polsk fäktare som tog OS-silver i herrarnas lagtävling i värja i samband med de olympiska fäktningstävlingarna 1980 i Moskva.